# Miroslav Šubrt
Miroslav Šubrt (ur. 16 lipca 1926 w Vlči u Loun, zm. 6 kwietnia 2012), czeski działacz sportowy, związany z hokejem.
Uprawiał hokej jako amator. Był jednym z współzałożycieli klubu HC Hvezda Praga, zajmującego się hokejem młodzieżowym. Wieloletni działacz Czechosłowackiego Stowarzyszenia Hokeja na Lodzie, brał udział w pracach jego Komisji Międzynarodowej, od 1956 był członkiem władz. Wchodził w skład komitetów organizacyjnych turniejów o mistrzostwo świata, przewodniczył komitetowi mistrzostw 1959. W 1959 został członkiem Rady, a w 1966 wiceprezydentem Międzynarodowej Federacji Hokeja. Przeszedł na emeryturę w 2003; Międzynarodowa Federacja Hokeja nadała mu wówczas tytuł honorowego prezydenta.
W 1980 rekomendował w Polsce trenera Karela Macha, który doprowadził Zagłębie Sosnowiec do czterech tytułów hokejowego mistrza Polski.